# Чэнь Жицзюнь, Иосиф
Иосиф Чэнь Жицзюнь (кит. 陳日君; род. 13 января 1932, Шанхай, Китайская Республика) — китайский кардинал, салезианец. Епископ-коадъютор Гонконга с 13 сентября 1996 по 23 сентября 2002. Епископ Гонконга с 23 сентября 2002 по 25 декабря 2008. Кардинал-священник с титулом церкви Санта-Мария-Мадре-дель-Реденторе-а-Тор-Белла-Монака с 24 марта 2006.